# Warłam Kakuczaja
Warłam Aleksiejewicz Kakuczaja (ros. Варлам Алексеевич Какучая; ur. 1905 we wsi Drandy w okręgu Suchumi, zm. 16 kwietnia 1982 w Moskwie) – generał major, ludowy komisarz spraw wewnętrznych Abchaskiej ASRR (1939-1941), Gruzińskiej SRR (1941) i Północnoosetyjskiej ASRR (1943-1946), minister spraw wewnętrznych Północnoosetyjskiej ASRR (1946-1947) i Gruzińskiej SRR (1953).

## Życiorys
1925 ukończył technikum pedagogiczne w Suchumi, 1926-1927 studiował na wydziale ekonomicznym uniwersytetu w Tbilisi, potem pracował w przedsiębiorstwach handlowych i transportowych Zakaukazia, 1928-1929 ponownie studiował. Od 1929 pracownik Kołchozcentra Gruzińskiej SRR, 1930 sekretarz wydziału agitacji i masowych kampanii KC Komunistycznej Partii (bolszewików) Gruzji, 1930-1931 w rejonowym oddziale OGPU w Tbilisi. 1931-1937 naczelnik rejonowego oddziału OGPU/NKWD w Karajazie, a 1937-1938 w Zugdidi. Od 13 stycznia 1936 porucznik bezpieczeństwa państwowego. X-XII 1938 I sekretarz miejskiego komitetu KP(b)G w Poti, XII 1938 - IV 1939 zastępca szefa Wydziału Śledczego NKWD ZSRR. Od 29 grudnia 1939 major bezpieczeństwa państwowego, od 10 maja 1939 - 26 lutego 1941 ludowy komisarz spraw wewnętrznych Abchaskiej ASRR, od grudnia 1940 - 11 marca 1941 I zastępca ludowego komisarza spraw wewnętrznych Gruzińskiej SRR, od 11 marca do 31 lipca 1941 ludowy komisarz spraw wewnętrznych Gruzińskiej SRR, 15 sierpnia - 3 października 1941 zastępca ludowego komisarza spraw wewnętrznych Gruzińskiej SRR, następnie do 18 stycznia 1942 zastępca szefa Departamentu II NKWD ZSRR. 18 stycznia 1942 - 7 maja 1943 zastępca szefa Departamentu IV NKWD ZSRR, 7 maja 1943 - 26 marca 1947 ludowy komisarz/minister spraw wewnętrznych Północnoosetyjskiej ASRR, 1945-1946 oddelegowany do Berlina. Od 14 II 1943 komisarz bezpieczeństwa państwowego, od 9 lipca 1945 generał porucznik. Od sierpnia 1948 - października 1951 zastępca szefa Zarządu MGB obwodu nowosybirskiego, marca 1952 - marca 1953 zastępca szefa Zarządu MGB obwodu rostowskiego. 16 marca - 10 kwietnia 1953 minister spraw wewnętrznych Gruzińskiej SRR, 10 kwietnia - 5 lipca 1953 szef Wydziału Kontrwywiadu MGB Zakaukaskiego Okręgu Wojskowego. Deputowany do Rady Najwyższej ZSRR 2 kadencji. 5 lipca 1953 aresztowany jako bliski współpracownik Berii, 17 lipca 1956 skazany na 15 lat więzienia, zwolniony 4 lipca 1968.

## Odznaczenia
- Order Czerwonego Sztandaru (czterokrotnie - 13 grudnia 1942, 8 marca 1944, 4 grudnia 1945 i 24 listopada 1950)
- Order Czerwonego Sztandaru Pracy (24 lutego 1941)
- Order Kutuzowa II klasy (24 lutego 1945)
- Order Czerwonej Gwiazdy (26 kwietnia 1940)
- Order „Znak Honoru” (28 listopada 1941)
- Odznaka Honorowego Funkcjonariusza Bezpieczeństwa (1944)